# Мартіна-Франка
Мартіна-Франка (італ. Martina Franca) — муніципалітет в Італії, у регіоні Апулія, провінція Таранто.
Мартіна-Франка розташована на відстані близько 430 км на схід від Рима, 65 км на південний схід від Барі, 28 км на північ від Таранто.
Населення — 49 222 особи (2014).

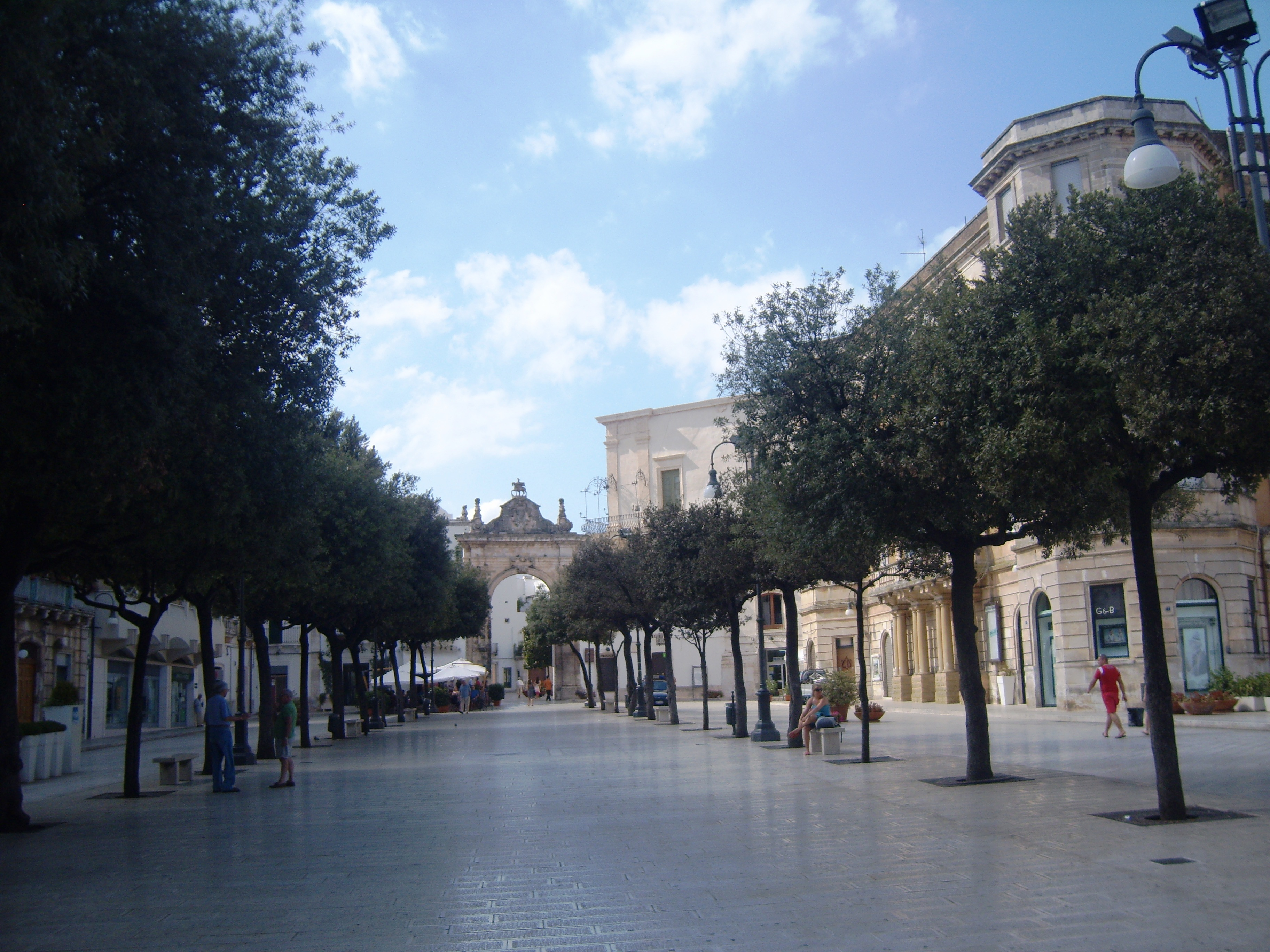

Щорічний фестиваль відбувається 11 листопада. Покровитель — святий Мартин та Santa Comasia.

## Демографія
Населення за роками:

Станом на 1 січня 2023 року в муніципалітеті офіційно проживало 1626 іноземців з 79 країн, серед них 489 громадян країн Євросоюзу та 21 громадянин України.

## Сусідні муніципалітети
- Альберобелло
- Чельє-Мессапіка
- Чистерніно
- Крисп'яно
- Гроттальє
- Локоротондо
- Массафра
- Моттола
- Остуні
- Вілла-Кастеллі

## Персоналії
- Антоніо Мікель Тріза (* 1956) — італійський політик, депутат Європейського парламенту.